# Exacum caeruleum
Exacum caeruleum är en gentianaväxtart som beskrevs av Isaac Bayley Balfour. Exacum caeruleum ingår i släktet Exacum och familjen gentianaväxter. Inga underarter finns listade i Catalogue of Life.